# Campionats del món de ciclocròs de 1968
Els Campionats del món de ciclocròs de 1968 foren la dinovena edició dels mundials de la modalitat de ciclocròs i es disputaren el 25 de febrer de 1968 a la Ciutat de Luxemburg, Luxemburg. Es disputaren dues proves masculines.

## Resultats
| Prova                   | Or                           | Or         | Plata                       | Plata    | Bronze                             | Bronze   |
| Cursa elit masculina    | Eric De Vlaeminck · Bèlgica  | 1h 02' 18" | Hermann Gretener · Suïssa   | + 2' 59" | Michel Pelchat · França            | + 2' 59" |
| Cursa amateur masculina | Roger De Vlaeminck · Bèlgica | 58' 45"    | Peter Frischknecht · Suïssa | + 02"    | Cock van der Hulst · Països Baixos | + 10"    |

## Classificacions

### Classificació de la prova masculina elit
| Pos. | Ciclista            | País          | Temps      |
| ---- | ------------------- | ------------- | ---------- |
|      | Eric De Vlaeminck   | Bèlgica       | 1h 02' 18" |
|      | Hermann Gretener    | Suïssa        | + 2' 59"   |
|      | Michel Pelchat      | França        | + 2' 59"   |
| 4    | Luciano Luciani     | Itàlia        | + 3' 35"   |
| 5    | Huub Harings        | Països Baixos | + 3' 59"   |
| 6    | Albert Van Damme    | Bèlgica       | + 3' 59"   |
| 7    | Max Gretener        | Suïssa        | + 3' 59"   |
| 8    | Jean-Pierre Ducasse | França        | + 4' 15"   |
| 9    | Daniel Grégoire     | França        | + 4' 45"   |
| 10   | Renato Longo        | Itàlia        | + 4' 55"   |

- El representant de l'Alemanya Occidental Rolf Wolfshohl, inicialment segon a 55 segons, fou desqualificat per dopatge.

### Classificació de la prova masculina amateur
| Pos. | Ciclista           | País           | Temps   |
| ---- | ------------------ | -------------- | ------- |
|      | Roger De Vlaeminck | Bèlgica        | 58' 45" |
|      | Peter Frischknecht | Suïssa         | + 02"   |
|      | Cock van der Hulst | Països Baixos  | + 10"   |
| 4    | Franco Livian      | Itàlia         | + 12"   |
| 5    | John Atkins        | Regne Unit     | + 14"   |
| 6    | Jakob Küster       | Suïssa         | + 14"   |
| 7    | Flory Ongenae      | Bèlgica        | + 14"   |
| 8    | Lucio Colzani      | Itàlia         | + 16"   |
| 9    | Horst Maier        | RDA            | + 0:16" |
| 10   | Břetislav Souček   | Txecoslovàquia | + 16"   |

## Medaller
| Posició | País          | Or | Plata | Bronze | Total |
| 1       | Bèlgica       | 2  | 0     | 0      | 2     |
| 2       | Suïssa        | 0  | 2     | 0      | 2     |
| 3       | França        | 0  | 0     | 1      | 1     |
| 3       | Països Baixos | 0  | 0     | 1      | 1     |